# Northern Premier League Premier Division
Premier Division là hạng đấu cao nhất của Northern Premier League, nằm ở Bậc 3 (hoặc Cấp độ 7) của National League System, nằm dưới 6 hạng đấu so với Premier League. Hạng đấu còn có tên là Evo-Stik League Premier Division bởi lý do tài trợ.
Giải đấu được thành lập năm 1968, nằm ở phía Bắc, tương đương với giải đấu ở phía Nam Southern League, nằm ở cấp độ cao nhất của hạng đấu non-League (không thuộc Liên đoàn) và ở dưới the Football League. Năm 1979, với sự thành lập của Alliance Premier League, nó trở thành giải đấu góp đội và rơi xuống một cấp trong hệ thống các giải bóng đá Anh. Kể từ đó thì uy tín của giải đấu bị giảm sút, và bây giờ họ cách xa Football League đến 2 cấp độ.
Hạng đấu nằm cùng cấp với Premier Divisions của Southern League và Isthmian League. Cuối mỗi mùa giải 2 câu lạc bộ được thăng hạng lên Conference North: đội vô địch và đội chiến thắng trong cuộc đấu play-off giữa các đội bóng xếp từ thứ 2 đến thứ 5. Bốn đội bóng cuối bảng phải xuống chơi ở Northern Premier League Division One North hoặc Northern Premier League Division One South.
Tất cả các câu lạc bộ của Premier Division cũng tham gia vào NPL Challenge Cup và Peter Swales Shield, nhưng không tham gia vào hai giải đấu cup khác của NPL President's Cup và Chairman's Cup). Trước mùa giải 2007–08, các đội bóng Premier Division vẫn tham gia Chairman's Cup.

## Các câu lạc bộ hiện tại mùa giải 2014–15
| Câu lạc bộ          | Sân nhà                                       | Vị trí mùa trước 2014–15                               |
| ------------------- | --------------------------------------------- | ------------------------------------------------------ |
| Ashton United       | Michael Jefferson Memorial Arena, Hurst Cross | 3rd                                                    |
| Barwell             | Kirkby Road                                   | 8th                                                    |
| Blyth Spartans      | Croft Park                                    | 6th                                                    |
| Buxton              | The Silverlands                               | 10th                                                   |
| Colwyn Bay          | Llanelian Road                                | Xuống hạng từ Conference North, 20th                   |
| Darlington 1883     | Heritage Park                                 | Thăng hạng nhờ play-off từ NPL Division One North, 2nd |
| Frickley Athletic   | Westfield Lane                                | 19th                                                   |
| Grantham Town       | South Kesteven Sports Stadium                 | 12th                                                   |
| Halesowen Town      | The Grove                                     | 11th                                                   |
| Hyde United         | Ewen Fields                                   | Xuống hạng từ Conference North, 22nd                   |
| Ilkeston            | New Manor Ground                              | 5th                                                    |
| Marine              | Arriva Stadium                                | Xóa xuống hạng, 21st                                   |
| Matlock Town        | Causeway Lane                                 | 14th                                                   |
| Mickleover Sports   | The Raygar Stadium                            | Thăng hạng từ NPL Division One South, 1st              |
| Nantwich Town       | The Weaver Stadium                            | 15th                                                   |
| Ramsbottom United   | Harry Williams Riverside Stadium              | 17th                                                   |
| Rushall Olympic     | Dales Lane                                    | 9th                                                    |
| Salford City        | Moor Lane                                     | Thăng hạng từ NPL Division One North, 1st              |
| Skelmersdale United | West Lancashire College Stadium               | 7th                                                    |
| Stamford            | Kettering Road                                | 20th                                                   |
| Stourbridge         | War Memorial Athletic Ground                  | 16th                                                   |
| Sutton Coldfield    | Central Ground                                | Thăng hạng nhờ play-off từ NPL Division One South, 4th |
| Whitby Town         | Turnbull Ground                               | 13th                                                   |
| Workington          | Borough Park (Workington)                     | 2nd                                                    |

## Các đội vô địch trước
| - 1968–69 Macclesfield Town - 1969–70 Macclesfield Town - 1970–71 Wigan Athletic - 1971–72 Stafford Rangers - 1972–73 Boston United - 1973–74 Boston United - 1974–75 Wigan Athletic - 1975–76 Runcorn - 1976–77 Boston United - 1977–78 Boston United - 1978–79 Mossley - 1979–80 Mossley | - 1980–81 Runcorn - 1981–82 Bangor City - 1982–83 Gateshead - 1983–84 Barrow - 1984–85 Stafford Rangers - 1985–86 Gateshead - 1986–87 Macclesfield Town - 1987–88 Chorley - 1988–89 Barrow - 1989–90 Colne Dynamoes - 1990–91 Witton Albion - 1991–92 Stalybridge Celtic | - 1992–93 Southport - 1993–94 Marine - 1994–95 Marine - 1995–96 Bamber Bridge - 1996–97 Leek Town - 1997–98 Barrow - 1998–99 Altrincham - 1999–2000 Leigh RMI - 2000–01 Stalybridge Celtic - 2001–02 Burton Albion - 2002–03 Accrington Stanley - 2003–04 Hucknall Town | - 2004–05 Hyde United - 2005–06 Blyth Spartans - 2006–07 Burscough - 2007–08 Fleetwood Town - 2008–09 Eastwood Town - 2009–10 Guiseley - 2010–11 F.C. Halifax Town - 2011–12 Chester - 2012–13 North Ferriby United - 2013–14 Chorley - 2014–15 F.C. United of Manchester |